# Tayasan
Tayasan è una municipalità di quarta classe delle Filippine, situata nella Provincia di Negros Oriental, nella regione di Visayas Centrale.
Tayasan è formata da 28 baranggay:
- Bacong
- Bago
- Banga
- Cabulotan
- Cambaye
- Dalaupon
- Guincalaban
- Ilaya-Tayasan
- Jilabangan
- Lag-it
- Linao
- Lutay
- Maglihe
- Magtuhao

- Matauta
- Matuog
- Numnum
- Palaslan
- Pinalubngan
- Pindahan
- Pinocawan
- Poblacion
- Santa Cruz
- Saying
- Suquib
- Tamao
- Tambulan
- Tanlad